# David Gravell
Danny de Graaf (né le 30 mars 1988 à Amsterdam), plus connu sous le nom de scène de David Gravell, est un DJ et producteur néerlandais.
Soutenu par de nombreux artistes tels que W&W, Hardwell ou encore Armin van Buuren, le néerlandais réalise des productions trance accompagnées d'un style big room qui le caractérise et qui l'a fait connaître à ses débuts.

## Discographie

### Singles
- 2016 : The Riddle [Armada Captivating]
- 2016 : Stay Awake [ASOT]
- 2016 : Far From Home [Armada Captivating]
- 2015 : I Follow [ASOT]
- 2015 : Valor (avec Husman) [Armada Captivating]
- 2015 : It's In Your Heart (feat. Christon) [Armada Captivating]
- 2014 : Kaiju [Armada Captivating]
- 2014 : Supernova [Mainstage Music]
- 2014 : The Last of Us [Armada Captivating]
- 2014 : Timebomb [A State of Trance]
- 2014 : Melbourne [Armada Captivating]
- 2014 : Nighthawk [Armada Trice]
- 2013 : Megatron [6K Music / Armada Music]
- 2013 : Bulldozer [Mainstage Music]
- 2012 : Fire Away [Mainstage Music]
- 2012 : Flight 182 [Musical Madness]

### Remixes
- 2016 : Ilan Bluestone, Giuseppe de Luca - Bigger Than Love (David Gravell Remix) [Anjunabeats]
- 2016 : Super8 & Tab - Komorebi (David Gravell Extended Remix) [Armind (Armada)]
- 2015 : Orjan Nilsen - Amsterdam (David Gravell Remix) [In My Opinion (Armada Music)]
- 2015 : Alexander Popov - Lost Language (David Gravell Remix)
- 2014 : Armin van Buuren – Together (In A State Of Trance) (David Gravell Remix)
- 2014 : Veracocha – Carte Blanche (David Gravell Remix)
- 2014 : Mark Sixma & Jerome Isma-Ae – Refused (David Gravell Remix)
- 2013 : Audien feat. Michael S. – Leaving You (David Gravell Remix)
- 2013 : Andy Moor feat. Carrie Skipper – Story of My Life (David Gravell Remix)
- 2013 : Bobina & Betsie Larkin – No Substitute For You (David Gravell Remix)
- 2012 : Andain – What It's Like (David Gravell Remix)
- 2012 : Adele – Skyfall (David Gravell Remix)
- 2012 : Disfunktion – Galette (David Gravell Remix)